# Административно деление на Нигер
Нигер е разделена на 7 административни региона и един район, включващ столицата на страната град Ниамей. Административните региони са подразделени на департаменти, като общият брой на департаментите е 36. Регионите и имената на столиците им са еднакви. Регионите са:
1. Агадез
2. Дифа
3. Досо
4. Маради
5. столичен район Ниамей
6. Тауа
7. Тилабери
8. Зиндер